# 天坛大佛
天壇大佛（英語：The Big Buddha）是一座位於香港大嶼山寶蓮寺前木魚峰上的釋迦牟尼佛像，座落於海拔520米的昂坪，是全球第一高的戶外青銅座佛，也是香港著名的旅遊景點之一。佛像坐在268級石階上，由207塊銅片組成（佛身165塊、蓮花36塊、雲頭6塊），高26.4米，連蓮花座及基座總高約34米，重250公噸，坐於3層祭壇上。天壇大佛由寶蓮禪寺自1981年開始籌建，1993年12月29日開光，歷時12年，耗資超過6000萬港元。

## 历史
1974年，寶蓮禪寺獲得政府以象徵式地價批出地廣6,567平方米的木魚峰以建造大佛。寺方於1981年12月26日正式成立「寶蓮寺籌建天壇大佛委員會」，專責研究籌建工作，包括審定佛像藝術造型、建築材料及施工細則等。
1982年4月，由廣州美術學院的侯瑾輝負責製作大佛最初的石膏模型。其間不斷與負責大佛形象的藝術家斟酌商討，八易其稿，至1984年2月始完成一比五的石膏模型，并於1986年9月26日由水路從廣州運抵南京。大佛的實際鑄造、加工和安裝，主要由中國航天南京晨光機器廠（现中国航天科工南京晨光集团）負責。在南京完成铸造后，於1989年4月以海路付運香港，1989年10月13日，大佛最後一塊銅壁安裝完成。1993年12月29日，「天壇大佛」正式開光。
天壇大佛在2020年6月2日開始大規模維修保養工程。工程分兩階段，第一階段是保養佛身，佛身外圍搭建了金屬棚架，以重塑保護漆。夜間會有白色燈光效果將大佛外形呈現。2021年1月23日，隨着維修棚架搭建工作完成，基座一樓功德堂重新開放予善信參觀。2021年8月中，佛身翻新工作完成，圍繞大佛金屬工作台拆至蓮座高度，大佛臉容重讓公眾觀瞻。第二階段工程亦緊接展開，主要涉及蓮座、大佛平台及長樓梯。維修期間相關場地局部關閉，展覽廳維持開放。

## 命名
大佛的基層分三個層次，次第而上，第一層面積10,000平方英尺（929平方米），第二層8,000平方尺（743.20平方米），第三層6,000平方尺（557.40平方米），下面有一個博物館。其設計參考北京天壇祈年殿天壇的地基形貌，所以名為「天壇大佛」。

## 造型

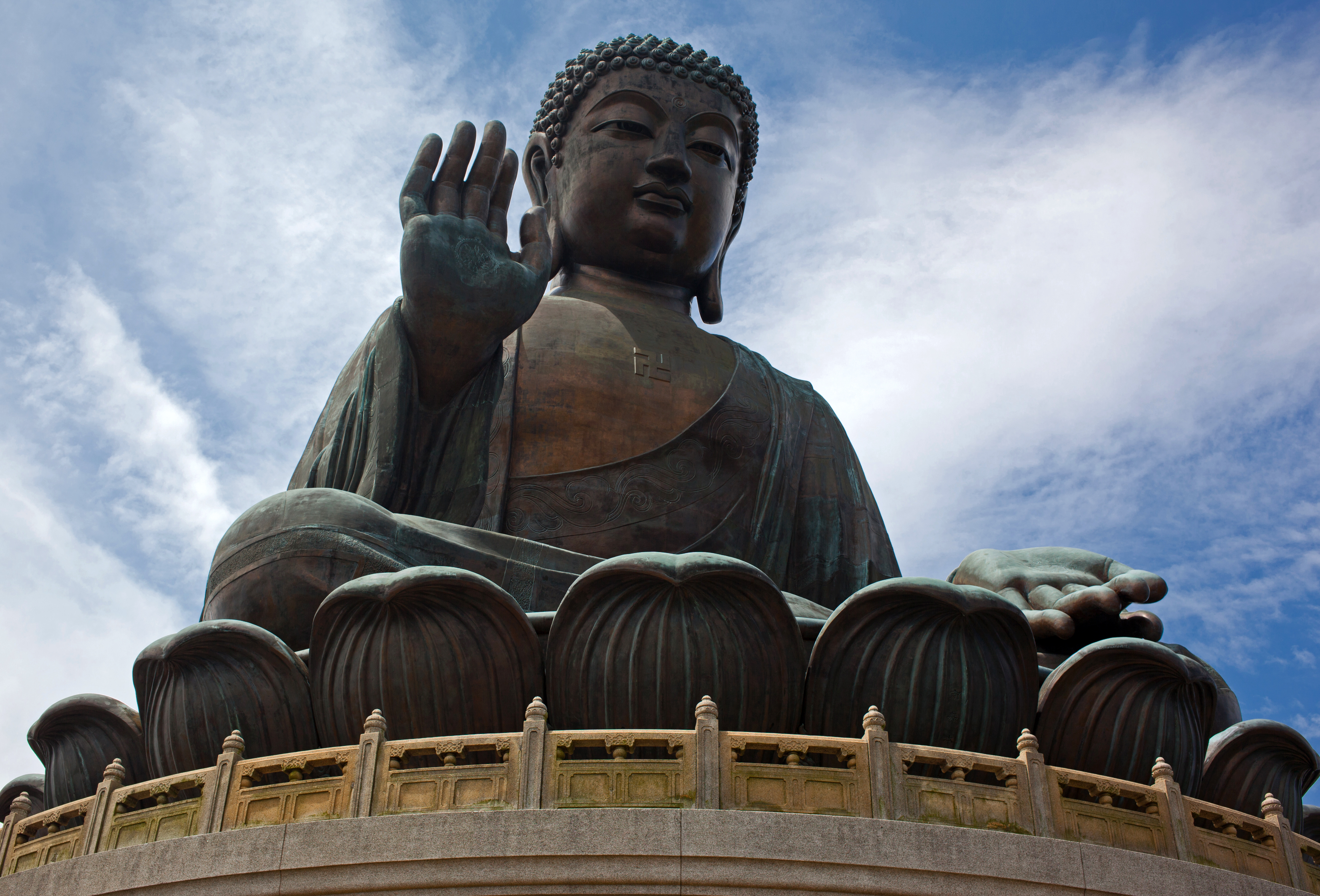
天壇大佛的正面

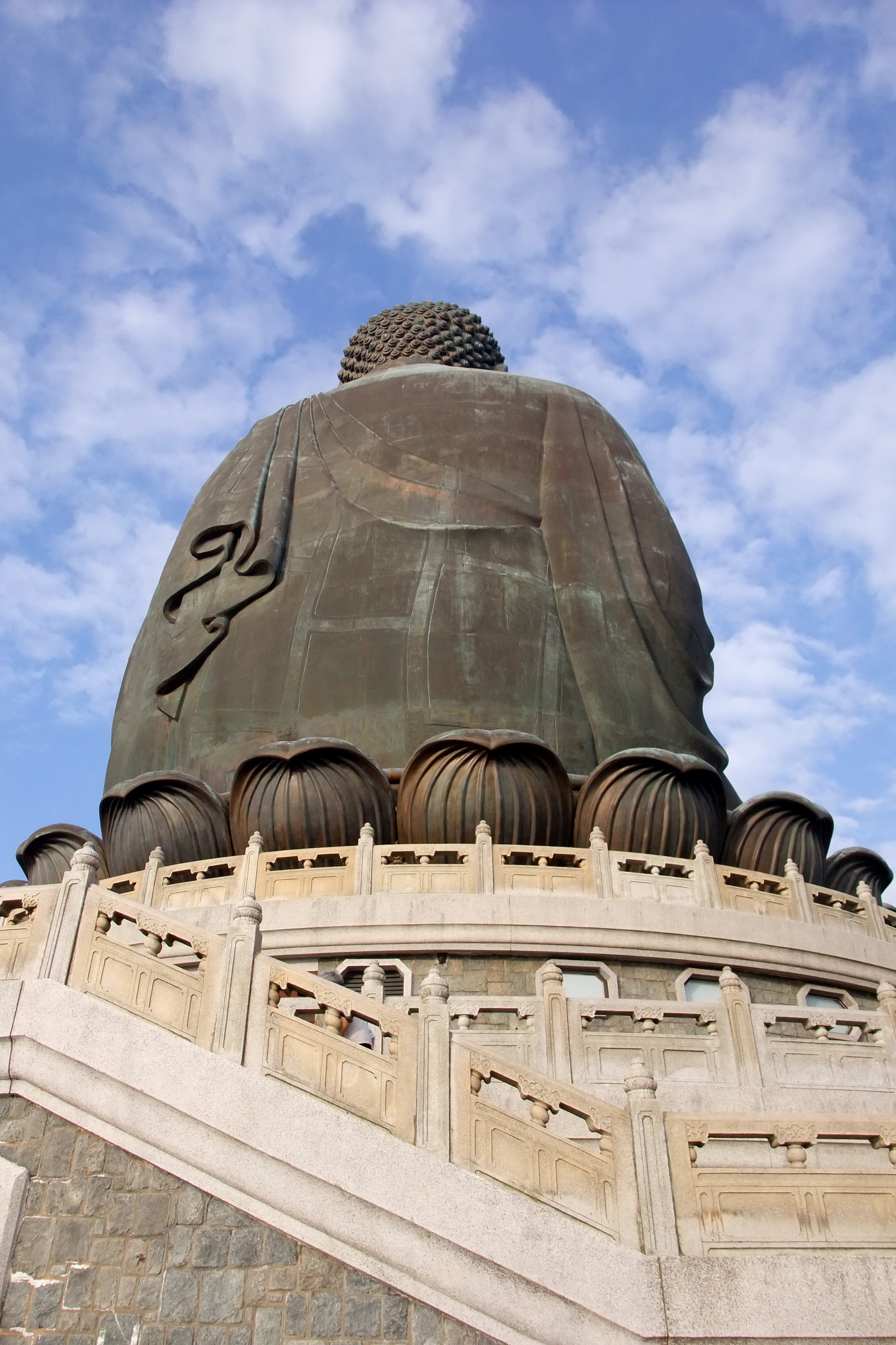
天壇大佛的背面

天壇大佛是依據佛經如來32相而設計，面相參照龍門石窟的盧舍那佛，而衣紋和頭飾則參照敦煌石窟第360窟的釋迦牟尼佛像。

## 基座
天壇大佛的地基面積為2,239平方米
- 功德堂：供奉一尊以楠木雕成的地藏王菩薩，同時展覽斯里蘭卡法師維巴那沙拿4幅描述釋迦牟尼佛出生、成道、初转法轮和入大涅槃的繪畫。
- 法界堂：内設佛教書畫展。
- 紀念堂：供奉佛陀真身舍利，於1992年由寶蓮寺退居方丈上聖下一長老 遠赴斯里蘭卡迎來。同層并刻有曾經捐資興建天壇大佛之善信芳名。
- 六天母：大佛對開的6尊舞姿銅像，名爲「六天母獻供」，供品分别是花、香、燈、塗、果、樂，代表六波羅密（布施、持戒、忍辱、精進、禅定、智慧）。

## 取景
美國真人秀節目《驚險大挑戰》（The Amazing Race）第2季曾於此處設快進關卡；參賽者要徒步登上祭壇（需经268级石阶）以過關。
香港電影《無間道III：終極無間》角色韓琛和生意夥伴沈澄結識的一幕。
2021年12月31日（公曆跨年），TVB翡翠台在香港大嶼山寶蓮寺、中環街市、中環海濱長廊及無綫新聞台東角怡和午炮同步直播並且倒數迎接2022年。 中環及寶蓮寺天壇大佛有無人機匯演。

## 圖片
- 六天母獻供銅像
- 大佛石階
- 天壇大佛內的樓梯
- 昂坪360纜車與天壇大佛，左下方橙色瓦頂為寶蓮禪寺
- 天壇大佛外的其中一個牌坊，其正面匾額「南天佛國」及對聯「建佛建剎建校莊嚴國土，名山名勝名僧利樂有情」，由已故香港漢學家饒宗頤教授親題
- 天壇大佛外的其中一個牌坊，其背面匾額「嶼山勝境」及對聯「如來座中華藏莊嚴世界海，菩提樹下寂靜光天解脫門」，由已故香港漢學家饒宗頤教授親題

## 附近景区
- 宝莲禅寺，距離0.31公里；
- 昂坪360，距離0.40公里；
- 南大屿山郊野公园，距離3.37公里；
- 凤凰径，距離3.85公里；
- 大澳，距離4.36公里。
- 心經簡林

## 外部連結
1. . 1月10日  [2011-01-10]. （原始内容存档于2020-06-28）.
2. . 1月10日  [2011-01-10]. （原始内容存档于2012-06-15）.